# DuBois (Pennsylvania)
DuBois ist eine City im US-Bundesstaat Pennsylvania und die größte Siedlung des Clearfield County. Laut Volkszählung im Jahr 2020 hatte die Gemeinde eine Einwohnerzahl von 7510 auf einer Fläche von 8,33 km².

## Geschichte
DuBois wurde 1812 besiedelt und 1872 geebnet. 1881 wurde es als Gemeinde und 1914 als Stadt gegründet.
Die Stadt wurde von John Rumbarger gegründet, nach dem die Stadt ursprünglich benannt wurde. Der Rumbarger-Friedhof ist alles, was von John Rumbargers "ursprünglicher Siedlung" in der Stadt DuBois erhalten geblieben ist. Die Stadt wurde später nach dem örtlichen Holzmagnaten John DuBois umbenannt, der aus einer alteingesessenen amerikanischen Familie hugenottischer Abstammung stammte. Viele der ursprünglichen Gebäude und Häuser der Stadt wurden von DuBois' Sägewerk finanziert oder gestiftet. Im Jahr 1938 stiftete sein Neffe John E. DuBois das Familienanwesen als ständigen Sitz für den DuBois-Campus der Penn State University. DuBois wurde zwar als Holzfällerstadt gegründet, doch entwickelte sich der Abbau von Steinkohle schnell zum wichtigsten Wirtschaftszweig in DuBois.
Im Laufe der Jahre gab es zahlreiche erfolglose Versuche, die Stadt mit der umliegenden Sandy Township zusammenzulegen. Zusammengenommen leben in DuBois und Sandy Township etwa 18.000 Menschen.

## Sehenswürdigkeiten
In DuBois befinden sich zwei der zwanzig National Registered Historic Places von Clearfield County.
- Commercial Hotel
- DuBois Historic District

## Demografie
Nach der Volkszählung 2020 leben in DuBois 7510 Menschen. Die Bevölkerung teilt sich im selben Jahr auf in 97,4 % Weiße, 1,1 % Afroamerikaner, 0,2 % amerikanische Ureinwohner, 0,4 % Asiaten und 1,0 % mit zwei oder mehr Ethnizitäten. Hispanics oder Latinos aller Ethnien machten 0,9 % der Bevölkerung aus. Das mittlere Haushaltseinkommen lag bei 46.409 US-Dollar und die Armutsquote bei 15,9 %.

## Bildung
Ein Campus der Pennsylvania State University befindet sich in DuBois.